# Апшеронский переулок (Владикавказ)
Апшеронский переулок — переулок (фактически тупик) во Владикавказе, Северная Осетия, Россия. Переулок располагается в Затеречном муниципальном округе Владикавказа между улицами проспектом Коста и улицей Ардонской.
Переулок носит наименование 81-го Апшеронского пехотного полка, который был переведён во Владикавказ в 1896 году из слободы Темир-Хан-Шуры. Полк занимал казармы на современном проспекте Коста около военной прокуратуры. Около казарм находился храм Святых Петра и Павла (до настоящего времени не сохранился), который после прибытия в город Апшеронского полка, стал носить его название. Около этой церкви сформировался в начале XX века переулок, получивший название полка.
Упоминается в «Перечне улиц, площадей и переулков» от 1925 года. Впервые отмечен на плане «Схема опорного плана Владикавказа» от 1984 года.
В настоящее время переулок не является сквозным. Вход в переулок находится со стороны Ардонской улицы. От проспекта Коста переулок отделяет комплекс СИЗО.

## Источник
- Владикавказ. Карта города, изд. РиК, Владикавказ, 2011
- Кадыков А. Н., Улицы, переулки, площади и проспекты г. Владикавказа: справочник, изд. Респект, Владикавказ, 2010, стр. 23, ISBN 978-5-905066-01-6
- Киреев Ф. С., По улицам Владикавказа, Владикавказ, Респект, 2014, стр. 7 — 8, ISBN 978-5-905066-18-4.
- Торчинов В. А., Владикавказ., Краткий историко-краеведческий справочник, Владикавказ, Северо-Осетинский научный центр, 1999, ISBN 5-93000-005-0